# Pronville

Pronville este o comună în departamentul Pas-de-Calais, Franța. În 1 ianuarie 2022 avea o populație de 308 de locuitori.